# Il cacciatore (Clive Cussler)
Il cacciatore è il primo romanzo scritto da Clive Cussler appartenente alle Isaac Bell Adventures.

## Trama
Il protagonista del romanzo è l'investigatore privato Isaac Bell, che lavora per la Van Dorn Detective Agency. Nel 1906, dopo l'ennesima rapina in una banca degli Stati Uniti effettuata da brutale bandito noto come il Macellaio (perché non lascia mai alcun testimone in vita), l'agente Bell viene chiamato ad indagare per tentare di fermarlo. Partendo dal nulla Bell riesce piano piano a scoprire l'identità del misterioso bandito, grazie ad una flebile traccia lasciata da una donna misteriosa, Rosa Manteca, incontrata ad un ricevimento in un albergo di Denver, Colorado. Dopo un'altra sanguinosa rapina Bell si reca a San Francisco sicuro di aver individuato il bandito, il ricco banchiere filantropo Jacob Cromwell, che vive in una splendida villa insieme alla sorella Margaret. Aiutato dalla splendida segretaria di Cromwell, Marion Morgan, egli riesce a farlo arrestare, imprigionandolo nel carcere di San Quintino. Corrompendo il direttore della prigione Cromwell riesce a fuggire. Il terremoto che sconvolge la città impedirà a Bell di arrestarlo definitivamente, costringendolo ad un inseguimento mozzafiato in treno, che terminerà sul lago Flathead, in Montana.

## Edizioni
- Clive Cussler, Il cacciatore, collana La Gaja Scienza, traduzione di Annamaria Raffo, Longanesi, 6 settembre 2012, ISBN 9788830432888.
- Clive Cussler, Il cacciatore, traduzione di Annamaria Raffo, Teadue, TEA, 2013, ISBN 9788850232253.
- Clive Cussler, Il cacciatore, traduzione di Annamaria Raffo, Best TEA, TEA, 23 febbraio 2017, ISBN 9788850245376.
- Clive Cussler, Il cacciatore, traduzione di Annamaria Raffo, Tea più, TEA, 16 luglio 2020, ISBN 9788850257379.